# Yllästunturi
Le mont Yllästunturi ou Ylläs est un mont de 719 mètres d'altitude situé dans la municipalité de Kolari en Finlande.

## Géographie
Deux villages, Äkäslompolo au nord et Ylläsjärvi au sud d'Yllästunturi, sont reliés par une route de 11 km de longueur qui longe le tunturi. On peut atteindre Yllästunturi par la gare de Kolari et l'aéroport de Kittilä.
Les monts voisins sont Kukastunturi, Lainiotunturi, Kuertunturi, Kesänki, Pyhätunturi et Aakenustunturi.

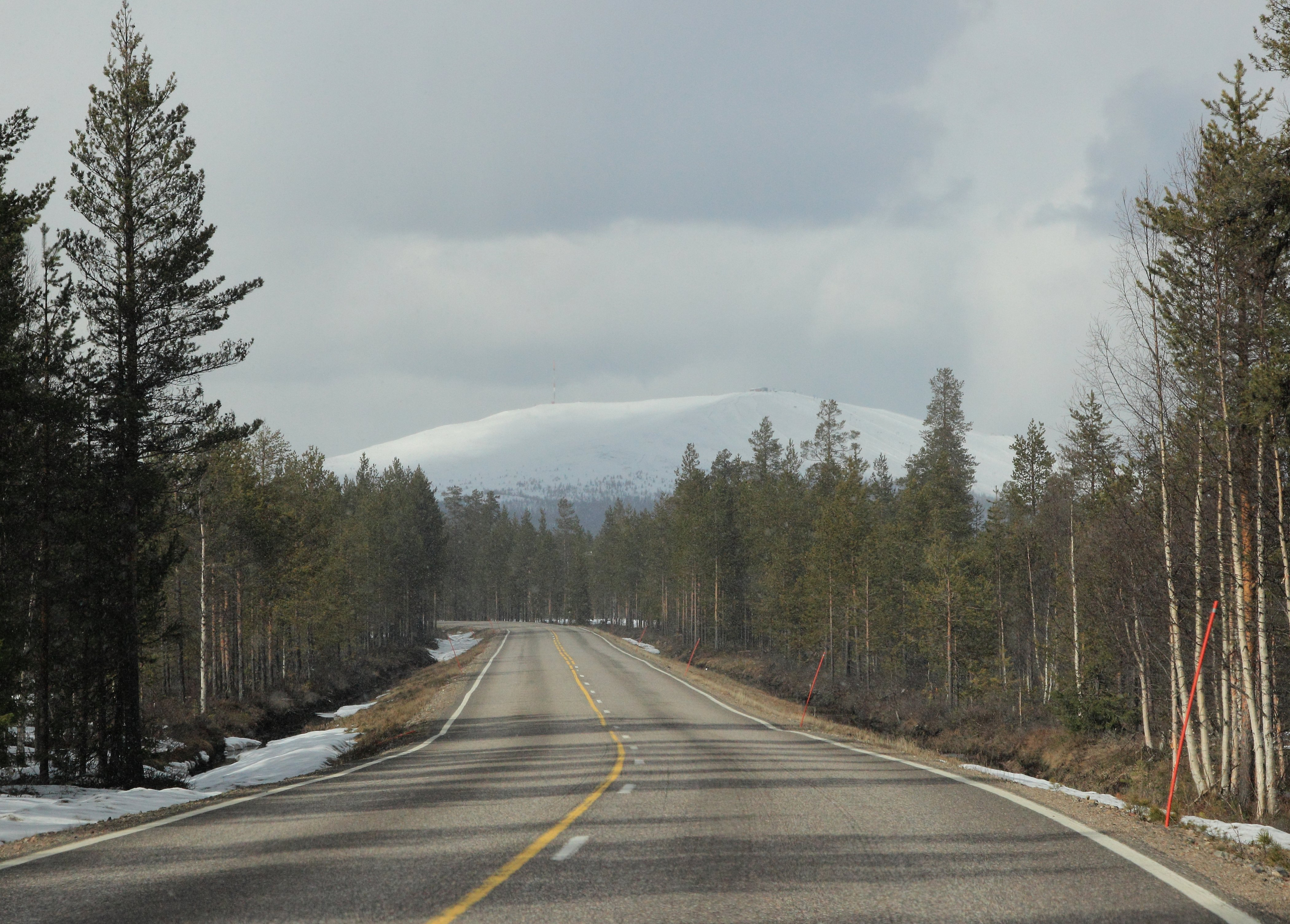
La nationale 21 à Kolari avec l'Yllästunturi en arrière-plan.
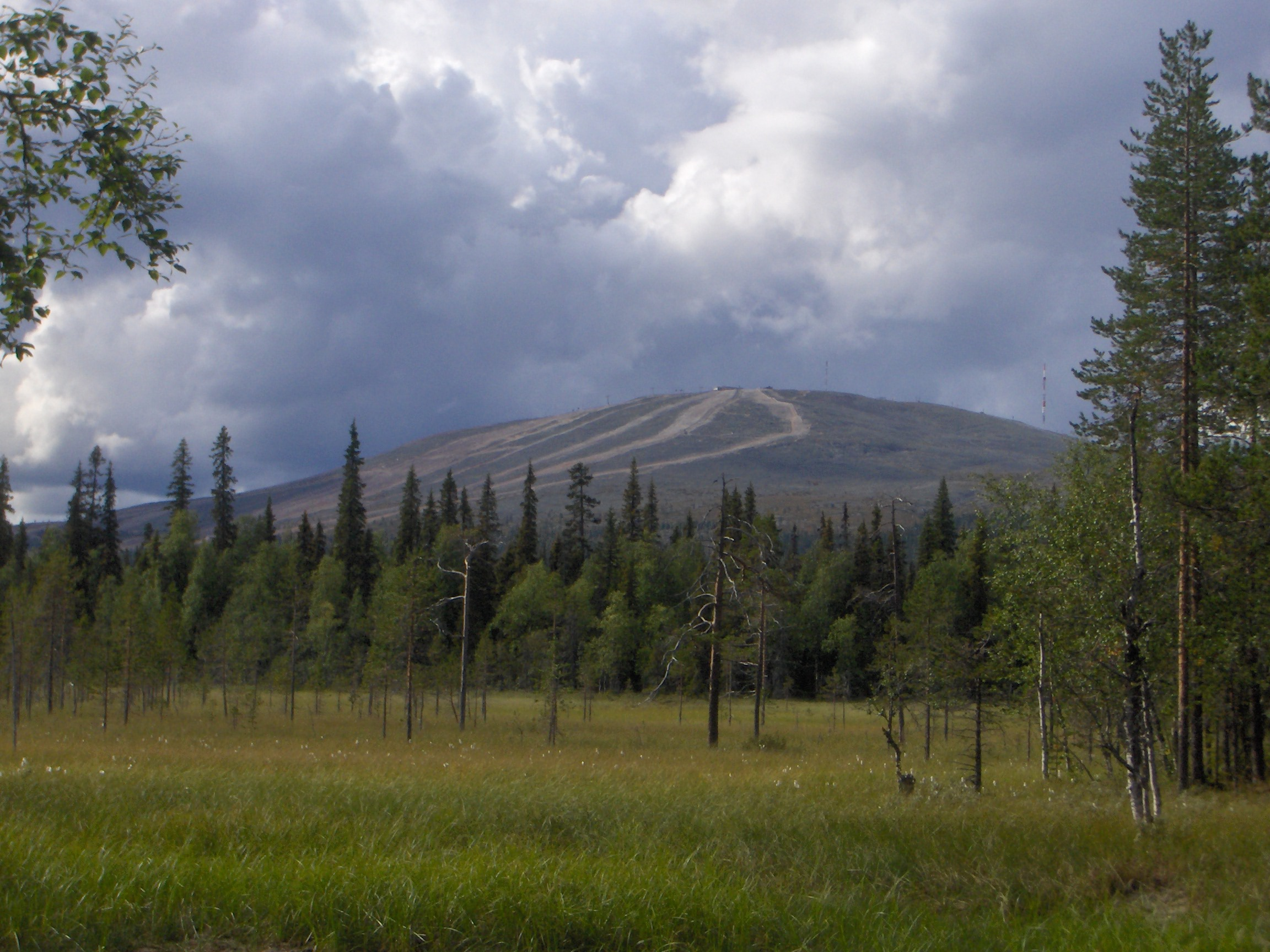
Yllästunturi vu de l'est.

## Stations de ski

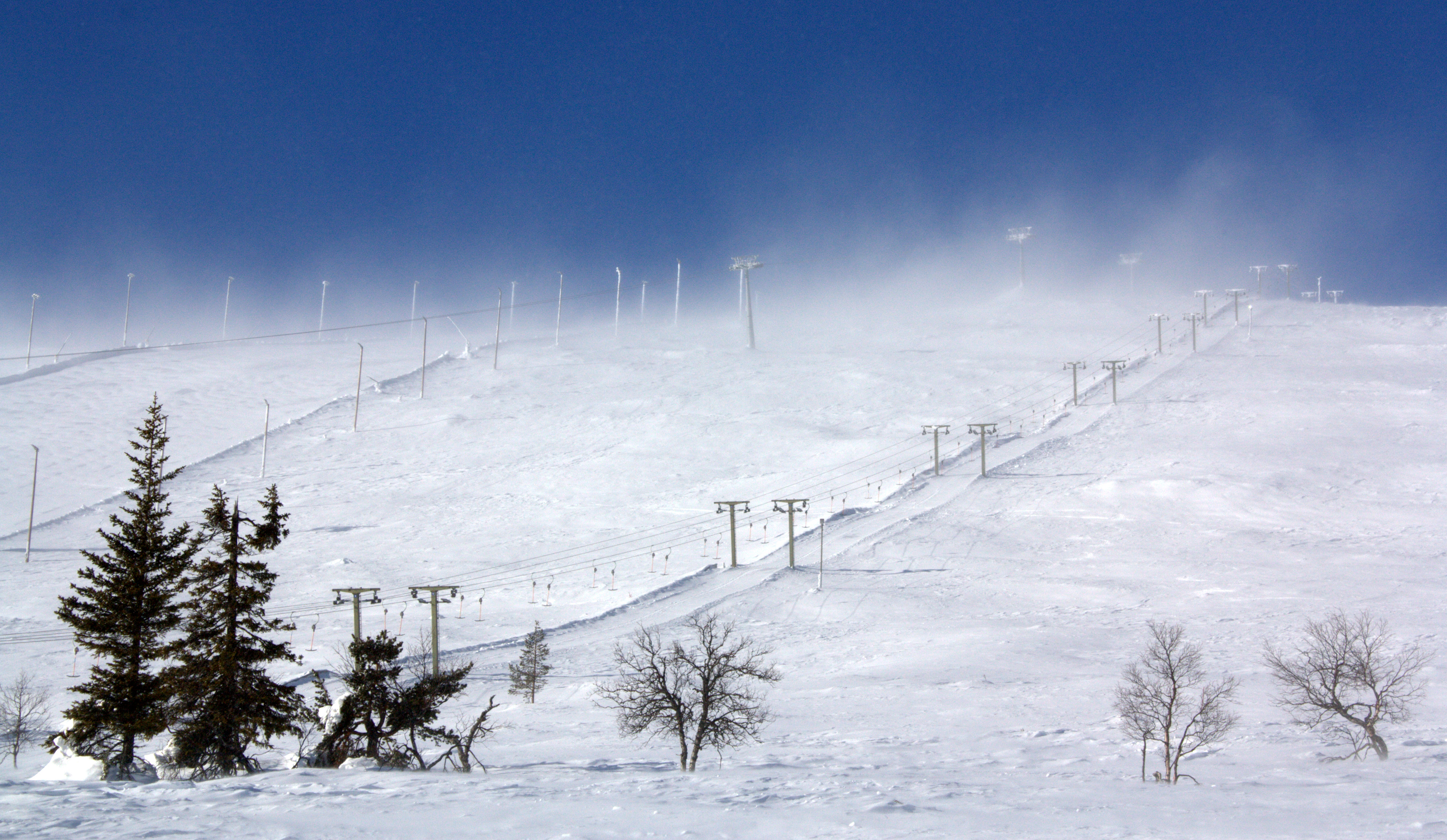
Pentes du complexe sportif Ylläs.

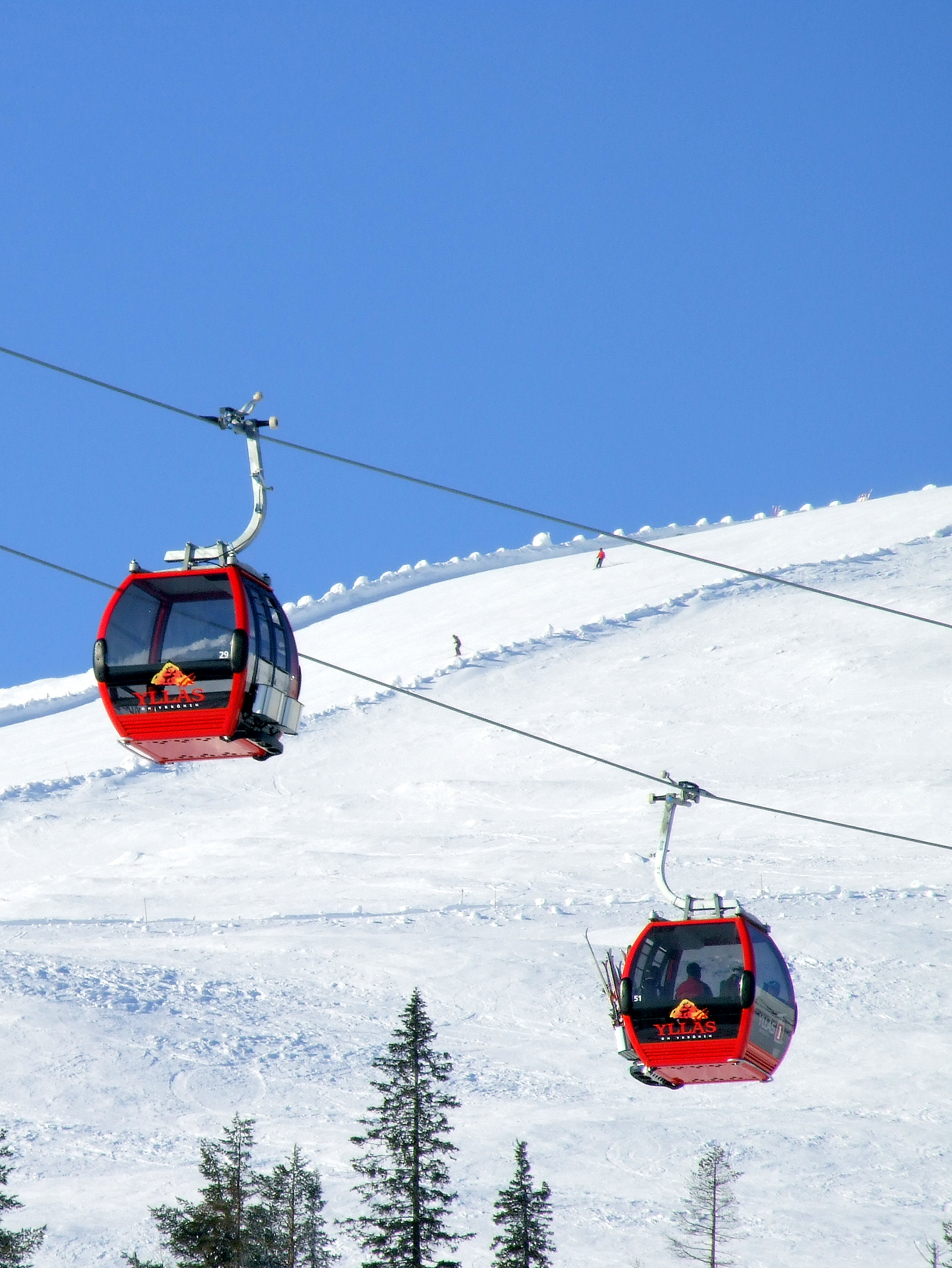
Cabines de téléphérique.

Yllästunturi est une station de ski populaire. Yllästunturi a deux centres de ski :
- le complexe sportif d'Ylläs du côté d'Ylläsjärvi[2] ;
- Ylläs-Ski du côté d'Äkäslompolo.

Les deux centres de ski sont inter-reliés.

### Services
Dans la zone d'Yllästunturi on trouve entre autres :
- 330 km de sentiers, dont 38 km de éclairés ;
- 63 pistes de descente ;
- 29 remontées mécaniques ;
- 410 km de sentiers de motoneige ;
- 14 cafés ;
- 23 abris et cabanes ;
- 3 pistes de traîneau à chien ;
- une location de matériel ;
- des services de fartage ;
- des écoles de ski.

La télécabine relie le pied du mont au sommet en 7 minutes. La remontée mécanique offre des télécabines de 55 places et elle dispose du premier sauna-télécabine au monde.
Ylläs a quatre pistes homologuées par la Fédération internationale de ski.